# Challenger de Traralgon 2022
El torneo Traralgon International 2022 fue un torneo de tenis perteneció al ATP Challenger Tour 2022 en la categoría Challenger 80. Se trató de la 9.ª edición; el torneo tuvo lugar en la ciudad de Traralgon (Australia), desde el 3 hasta el 9 de enero de 2022 sobre pista dura al aire libre.

## Jugadores participantes del cuadro de individuales
| Favorito | País                        | Jugador              | Rank1 | Posición en el torneo |
| -------- | --------------------------- | -------------------- | ----- | --------------------- |
| 1        | Bandera de Francia          | Gilles Simon         | 122   | Cuartos de final      |
| 2        | Bandera de República Checa  | Jiří Lehečka         | 141   | Cuartos de final      |
| 3        | Bandera de República Checa  | Zdeněk Kolář         | 142   | Segunda ronda         |
| 4        | Bandera de República Checa  | Tomáš Macháč         | 143   | CAMPEÓN               |
| 5        | Bandera de Estados Unidos   | Bjorn Fratangelo     | 165   | FINAL                 |
| 6        | Bandera de Estados Unidos   | Mitchell Krueger     | 169   | Semifinales           |
| 7        | Bandera de Estados Unidos   | Jeffrey John Wolf    | 174   | Tercera ronda         |
| 8        | Bandera de Kazajistán       | Mikhail Kukushkin    | 182   | Cuartos de final      |
| 9        | Bandera de Suiza            | Marc-Andrea Hüsler   | 186   | Tercera ronda         |
| 10       | Bandera de Eslovaquia       | Filip Horanský       | 195   | Tercera ronda         |
| 11       | Bandera de Bélgica          | Kimmer Coppejans     | 208   | Tercera ronda         |
| 12       | Bandera de los Países Bajos | Jesper de Jong       | 226   | Semifinales           |
| 13       | Bandera de Alemania         | Maximilian Marterer  | 229   | Tercera ronda         |
| 14       | Bandera de los Países Bajos | Robin Haase          | 230   | Segunda ronda         |
| 15       | Bandera de Francia          | Geoffrey Blancaneaux | 235   | Tercera ronda, retiro |
| 16       | Bandera de Argentina        | Juan Pablo Ficovich  | 236   | Segunda ronda         |

- 1 Se ha tomado en cuenta el ranking del 27 de diciembre de 2022.

### Otros participantes
Los siguientes jugadores recibieron una invitación (wild card), por lo tanto ingresan directamente al cuadro principal (WC):
- Joshua Charlton
- Blake Ellis
- Jeremy Jin
- Philip Sekulic
- Gilles Simon

Los siguientes jugadores ingresan al cuadro principal tras disputar el cuadro clasificatorio (Q):
- Ernests Gulbis
- Calum Puttergill
- Divij Sharan
- Rubin Statham

## Campeones

### Individual Masculino
- Tomáš Macháč derrotó en la final a  Bjorn Fratangelo, 7–6(2), 6–3

### Dobles Masculino
- Manuel Guinard /  Zdeněk Kolář derrotaron en la final a  Marc-Andrea Hüsler /  Dominic Stricker, 6–3, 6–4